# La temperatura
"La Temperatura" (em português:  "A Temperatura") é uma canção do artista musical colombiano Maluma, com o cantor porto-riquenho Eli Palacios. A música é tirada da mixtape PB.DB The Mixtape. Foi lançado como o primeiro single da mixtape em 11 de junho de 2013, pela Sony Music Colombia. A canção foi comercialmente bem-sucedida em todos os países da América Latina, atingindo os dez melhores nas paradas na Colômbia e atingindo o pico no número 24 no quadro Billboard Hot Latin Songs.

## Videoclipe
O videoclipe de "La Temperatura" estreou em 3 de julho de 2013 na conta Vevo da Maluma no YouTube. O videoclipe foi dirigido por 36 Grados e superou mais de 280 milhões de visualizações no YouTube.

## Desempenho nas paradas musicais

### Paradas semanais
| Chart (2013)                                 | Maior posição |
| -------------------------------------------- | ------------- |
| Colômbia (National-Report)                   | 7             |
| Espanha (PROMUSICAE)                         | 30            |
| Estados Unidos (Billboard Hot Latin Songs)   | 24            |
| Estados Unidos (Billboard Latin Pop Airplay) | 8             |
| Estados Unidos (Billboard Tropical Airplay)  | 25            |

## Vendas e certificações
| Região                                         | Certificação | Vendas  |
| ---------------------------------------------- | ------------ | ------- |
| Espanha (PROMUSICAE)                           | Platina      | 40,000^ |
| ^distribuições baseadas apenas na certificação |              |         |